# 百合网
百合网是一个中国线上约会服务网站。

## 历史
2005年5月由田范江成立于北京，使用芝麻信用数据作为服务。2015年11月20日在新三板挂牌上市。2015年12月7日宣布和世纪佳缘合并。2017年9月完成合并，并正式更名为百合佳缘。